# Campionat Autonòmic Interpobles de Galotxa - Trofeu Edicom
El Campionat Autonòmic Interpobles de Galotxa - Trofeu Edicom, també conegut com a Trofeu Edicom, Campionat Autonòmic Interpobles, Edicom-Interpobles de Galotxa, Interpobles de Galotxa és un torneig de galotxa organitzat per la Federació de Pilota Valenciana i patrocinat per Edicom. Té la particularitat de ser jugat per pilotaires aficionats on els clubs només poden oferir jugadors de la mateixa pedrera. L'equip campió de l'Interpobles juga la Supercopa de Galotxa contra el guanyador del Trofeu el Corte Inglés.

## Historial
| Any  | Campió                                                           | Subcampió                                                  | Resultat | Ciutat    |
| ---- | ---------------------------------------------------------------- | ---------------------------------------------------------- | -------- | --------- |
| 2014 | Sanfrancisco Borbotó Martí, Jose, Castelló i Martí II            | Quart de les Valls Montesa, el Xato, Castillejo i Bervis   | 70-50    | Meliana   |
| 2013 | Electrofassar Massalfassar Javi Moro, Ximo, Ramonet, Rafa i Luís | Ajuntament de Beniparrell Roberto, Adrià, Ponce i Toni     | 70-15    | Alfarb    |
| 2012 | Electrofassar Massalfassar Javi Moro, Ximo, Ramonet i Xime       | Ajuntament de Beniparrell Roberto, Samuel, Adrià i Toni    | 70-45    | Godelleta |
| 2011 | Aj. de Beniparrell Roberto, Samuel, Espínola i Toni              | Electrofassar Massalfassar Javi Moro, Jose Ramón i Ramonet | 70-45    | Godelleta |
| 2010 | Ovocity Marquesat d'Alfarp Terio, Gerardo II, Emilio i Becken    | El Manar Massalfassar Javi Moro, Víctor, Ximo i Ramonet    | 70-60    | Alfarp    |
| 2009 | El Manar Massalfassar                                            | Aj. Benidorm                                               | 70-20    | Godelleta |
| 2008 | Tryp Massalfassar                                                | Caja Campo Godelleta                                       | 70-40    | Benifaió  |
| 2007 | Caja Campo Godelleta                                             | Farho Albuixec                                             | 70-60    | Benifaió  |
| 2006 | Ajuntament Beniparrell A                                         | Caja Campo Godelleta A                                     | 70-55    | Godelleta |
| 2005 | Meliana                                                          | Godelleta                                                  |          |           |
| 2004 | Godelleta                                                        | Godelleta                                                  |          |           |
| 2003 | Godelleta                                                        | Albuixec                                                   |          |           |
| 2002 | Pati Cafetí Massalfassar A                                       | Yuste Massalfassar A                                       |          |           |
| 2001 | Ajuntament Beniparrell                                           | Pati Cafetí Massalfassar                                   |          |           |
| 2000 | CP Beniparrell                                                   | Pati Cafetí Massalfassar                                   |          |           |
| 1999 | Pati Cafetí Massalfassar                                         | Sala Jaume I Massalfassar                                  |          |           |
| 1998 | Pati Cafetí Massalfassar                                         | Puçol                                                      |          |           |
| 1997 | C.P. Massalfassar                                                | Construcciones Reunidas Sollana                            |          |           |
| 1996 | Pati Cafetí Massalfassar                                         | Construcciones Reunidas Sollana                            |          |           |
| 1995 | Pati Cafetí Massalfassar                                         | Sollana Urbana                                             |          |           |
| 1994 | Sollana                                                          | Massalfassar                                               |          |           |
| 1993 | Pati Cafetí Massalfassar                                         | Benavites                                                  |          |           |
| 1992 | Pati Cafetí Massalfassar                                         | Godelleta                                                  |          |           |
| 1991 | Massalfassar A                                                   | Montcada                                                   |          |           |
| 1990 | Benavites                                                        | Aldaia                                                     |          |           |
| 1989 | No es va celebrar el campionat.                                  |                                                            |          |           |
| 1988 | Massamagrell                                                     | Alcàsser                                                   |          |           |
| 1987 | Alfarp                                                           | Museros                                                    |          |           |
| 1986 | Montserrat                                                       | Museros                                                    |          |           |

## Rècords del Campionat Autonòmic Interpobles
- En l'edició del 2009 prenen part 124 equips de 41 pobles.
- En l'edició del 2007 han jugat quasi 500 jugadors en 106 equips de 38 pobles, dividits en 6 categories.
- En l'edició del 2006 han participat 35 pobles, amb 101 equips en 6 categories.